# Lee Young-jin (Fußballspieler, 1963)
Lee Young-jin (* 27. Oktober 1963 in Seoul) ist ein ehemaliger südkoreanischer Fußballspieler und heutiger -trainer.

## Karriere

### Spieler

#### Klub
Nach seiner Zeit bei der Mannschaft des Incheon College wechselte Lee Anfang 1986 zu Lucky Goldstar, wo er erst einmal für bis zur Saison 1989 aktiv war und dann für die Zeit seines Militärdienstes leihweise zum Sangmu FC wechselte. Bereits nach einem Jahr kehrte er wieder zu seinem Stammklub zurück und lief hier für die Mannschaft noch bis zum Ende der Saison 1995 auf. Als Nächstes wechselte er nach Japan, wo er ein halbes Jahr für Ōita Trinita spielte. Danach kehrte er jedoch gleich wieder nach Südkorea zurück und schloss sich hier wieder seinem Ex-Klub an. Für diesen spielte er dann noch bis zum Ende der Spielzeit 1997 und beendete hiernach seine Karriere als Spieler.

#### Nationalmannschaft
Sein erstes bekanntes Spiel für die südkoreanische Nationalmannschaft war am 23. Mai 1989 ein 3:0-Sieg über Singapur während der Qualifikation für die Weltmeisterschaft 1990. Nach der erfolgreichen Qualifikation für die Endrunde wurde er dann auch für den Kader dort nominiert und bekam in dem ersten Gruppenspiel gegen Belgien auch einen Startelf-Einsatz, wurde aber bereits nach einer Halbzeit ausgewechselt.
Anschließend folgten weitere Freundschaftsspiele sowie eine Teilnahme an den Asienspielen 1990, wo er mit seiner Mannschaft den dritten Platz erreichte. Anschließend kam er in den nächsten Jahren exklusiv nur in Freundschaftsspielen zum Einsatz. Er wurde für die Weltmeisterschaft 1994 erneut für den Kader nominiert und diesmal auch in allen Gruppenspielen der Mannschaft eingesetzt. Nach ein paar weiteren Spielen in diesem Jahr war er auch ein Teil der Mannschaft bei den Asienspielen 1994 und verpasste diesmal mit seiner Mannschaft den dritten Platz. Nach diesem Turnier endete dann auch seine Karriere in der Nationalmannschaft.

### Trainer
Bereits in der Saison 1997, als er noch Spieler bei Anyang LG Cheeta war, wirkte er hier schon als spielender Co-Trainer. Diesen Posten behielt er danach über viele Jahre und unter vielen Cheftrainern, bis er den Klub dann am Ende der Saison 2009 verließ. Hier war er nun für den Daegu FC sowie dessen Reserve-Mannschaft erstmals als Cheftrainer zuständig. Diese Verbindung bestand bis zum Ablauf der Spielzeit 2011, wonach er wieder zurück beim FC Seoul unterkam. Diesmal blieb er hier jedoch nur ein Jahr und trainierte danach ab Anfang 2013 die Mannschaft der Cheongju University. Mitte November kehrte er als Trainer wieder zum Daegu FC zurück. Hier verblieb er bis August 2016.
Seit Oktober 2017 ist er Co-Trainer der vietnamesischen Nationalmannschaft sowie der U23 des Verbandes.